# Montségur
Montségur (okzitanisch Montsegur) ist eine Gemeinde mit 116 Einwohnern (Stand 1. Januar 2022) in Frankreich. Sie liegt im Département Ariège in der Region Okzitanien.

## Geografie
Der Ort Montségur liegt auf einer durchschnittlichen Höhe von 850 Metern an der Südflanke des Pog (okzitanisch Poch) de Montségur, einer 1.200 m hohen Bergkuppe in den französischen Pyrenäen.

## Geschichte
Wie archäologische Ausgrabungen ergaben, erfolgte die erste Besiedlung des Berges schon zur Zeit des Neandertalers (ca. 80.000 v. Chr.). Auch Siedlungsspuren aus römischer Zeit sind nachgewiesen.
Im Mittelalter existierte ein befestigtes Dorf (castrum) auf der Spitze des Pogs, das während des Albigenserkreuzzugs im 13. Jahrhundert als Refugium für die katharische Gemeinde des Languedoc diente. Das castrum musste sich jedoch nach einer Belagerung am 16. März 1244 einem königlichen Heer ergeben, worauf über 200 Katharer verbrannt wurden. Das castrum wurde danach abgetragen und im späten 13. Jahrhundert durch die heute auf dem Pog zu sehende Burganlage ersetzt. Etwa zeitgleich war am Fuß des Montségur die heutige gleichnamige Ortschaft entstanden.

### Bevölkerungsentwicklung
| Jahr                       | 1962 | 1968 | 1975 | 1982 | 1990 | 1999 | 2007 | 2016 |
| Einwohner                  | 237  | 167  | 143  | 131  | 124  | 117  | 108  | 125  |
| Quellen: Cassini und INSEE |      |      |      |      |      |      |      |      |

## Kultur und Sehenswürdigkeiten
- Burg Montségur
- Das Musée historique et archéologique zeigt Exponate zum Leben in Burg und Dorf im Mittelalter.